# مكتبة نيجيريا الوطنية
بدأت المكتبة الوطنية النيجيرية النشاطات في الستينيات من القرن العشرين بسن قانون المكتبة الوطنية لعام 1964 والذي استبدل فيما بعد بالقانون رقم 29 لعام 1970. كانت سلسلة من المؤتمرات التعليمية التي أجريت في إبادان بمثابة الأساس الفكري لإنشاء شبكة من المكتبات بتمويل من الحكومة الاتحادية لتوفير إمكانية الوصول إلى المواد التعليمية للنيجيريين . وتم إنشاء لجنة استشارية حكومية فيما يتعلق بضرورة تطوير مستودع محلي للمعرفة لاحقاً. كلّفت اللجنة بإيجاد طريقة لمساعدة الحكومة في إبراز الأسس الفكرية لسياساتها، وإنشاء مركز ببليوغرافي وطني وتوفير ساحة لتعزيز العلم والمعرفة. كانت اللجنة أول هيئة رسمية رئيسية دعت إلى إنشاء مكتبة وطنية ضمن توصياتها. استجابت الحكومة لتوصيات اللجنة الاستشارية واتخذت الخطوات اللازمة نحو إنشاء مكتبة وطنية.

## التاريخ والتنظيم
بدأ بناء المكتبة الوطنية في عام 1962 وافتتحت أخيرًا للاستخدام العام في 6 نوفمبر 1964. كما نُقل المقر الرئيسي من لاغوس إلى أبوجا في عام 1995 بعد نقل العاصمة إلى أبوجا.
يتضمن قانون المكتبات الذي سنه مجلس النواب النيجيري كفالة المساعدة المالية لبناء المكتبة، كما نص القانون على أحكام تدريب الموظفين وإنشاء مجلس إدارة يتألف من محترفين في مجال المكتبات. وفقًا لمطالب الجمهورية النيجيرية الاتحادية والجمعية الوطنية، عيّنت مجموعة مكونة من 15 أمين مكتبة مدرَّبين لتقديم أدوار إيجابية في تطوير المكتبة وتشغيلها. تم افتتاح مجلس إدارة في أبريل 1966 من قبل حكومة عسكرية جديدة. كان المجلس مكونًا من مسؤولين حكوميين بدلاً من محترفين كما نص عليه القانون الأصلي. وعلى الرغم من ذلك، حاول المجلس تحسين الأهداف الأصلية للمكتبة، لكن الحرب الأهلية النيجيرية أعاقت التمويل ولم يتم اتخاذ الإجراءات الحكومية اللازمة حتى عام 1970. وفي عام 1970، تم إنشاء سابقة قانونية جديدة مع إنشاء مرسوم المكتبة الوطنية. صدر المرسوم جزئيًا بناءً على نصيحة المجلس الذي أراد توسيع المكتبة لتشمل عواصم الولايات الأخرى من أجل إنشاء شبكة من المستودعات.

## مهام
تقوم الحكومة الفيدرالية لنيجيريا بتمويل المكتبة. وكانت قد شاركت مؤسسة فورد في المشروع. جلبت المؤسسة مهنيين وتبرعت بالكتب كما مولت عملية توسيع المكتبة. اليوم، أصبح جهازا حيويا يعمل كذاكرة فكرية للوطن. توفر المكتبة الذخيرة الفكرية لمساعدة المسؤولين الحكوميين في تنفيذ السياسات. ومع ذلك، فإن الاتجاه العام لعدم استقرار السياسة بسبب التدخل العسكري للسلطة أدى في بعض الأحيان إلى اختلال التوازن بين الذاكرة الفكرية للسياسات السابقة والأساس الفكري للحكومة الجديدة. وتبقى المكتبة أيضًا واقفة على قدميها فكريا من خلال تلقي نسخ من الكتب المنشورة في الدولة من قبل كل من الحكومة والسلطات الخاصة من خلال بند الإيداع القانوني في قانون المكتبات. هذا مما يجعل المكتبة واحدة من أكبر مستودعات المعرفة في نيجيريا. كما يقوم بجمع منشورات عن الأفكار المعاصرة أو الجديدة من المنظمات الدولية.
تشمل مسؤوليات المؤسسة أيضًا إصدار رقم الكتاب القياسي الدولي (ISBN) و الرقم التسلسلي القياسي الدولي (ISSN) لمنظمات النشر، وهي عملية كانت مرهقة سابقًا في غياب التكنولوجيا المناسبة في المكاتب الإقليمية ولكنها أصبحت أسهل مع المزيد من الوعي وضخ تكنولوجيا الهاتف المحمول.

## التحديات
هناك تحديات تقف أمام مكتبة نيجيريا الوطنية وتحقيق أهدافها المرسومة.
- وضع المرافق والموارد المتداعية نتيجة عدم كفاية التمويل.[32][33]
- يقع المقر الرئيسي للمكتبة شقق مستأجرة حيث أن المجمع الذي كان من المفترض أن يسكنه لا يزال في قيد البناء منذ بدايته في عام 2006.[34]
- تحتوي المكتبة على 27 فرعًا وتبذل جهودًا للتوسع بشكل فعال لتشمل عواصم الولايات التابعة للاتحاد وفقًا لما حدده مرسوم المكتبة لعام 1970.[35]
- تمثل ثقافة القراءة السيئة في نيجيريا أيضًا تحديًا لأن هذا يولد موقفًا غير مبالٍ تجاه نمو المكتبة بينما يعيق استخدام مرافقها وخدماتها.[36][37]
- تدريب الموظفين غير الكافي وغير التدريجي لإبقاء المهنيين على اطلاع على أفضل الممارسات الحالية في قطاع المعلومات المتطور باستمرار، خاصة فيما يتعلق باستخدام التكنولوجيا لتنظيم الموارد وتقديم الخدمات.[38][39]
- وجود كتب قديمة في المكتبة، وبالكاد تحصل على كتب جديدة.[40]

## الفروع
المواقع:
1. مكتبة نيجيريا الوطنية، طريق قصر الأمير ، مدينة كانو . ولاية كانو .
2. مكتبة نيجيريا الوطنية، طريق أودا (مقابل لجنة قانون ولاية أوندو) ، أكوري . ولاية أوندو.
3. مكتبة نيجيريا الوطنية، طريق فيستيفال، PMB 1، المنطقة 2 (بالقرب من مركز التسوق) غاركي، أبوجا.
4. مكتبة نيجيريا الوطنية، 227، طريق هربرت ماكولاي، يابا. ولاية لاغوس.
5. مكتبة نيجيريا الوطنية ، طريق NTA، بجوار تقاطع ESBS ، إينوجو . ولاية إينوجو .
6. المكتبة الوطنية، رقم 1 طريق البدع ، مقابل CBN ، كادونا ، ولاية كادونا.
7. مكتبة نيجيريا الوطنية ، طريق Yakubu Gowon ، PMB 2150 Jos . دولة الهضبة . الهاتف: +2348029569009
8. مكتبة نيجيريا الوطنية، إياغانكو، إبادان، ولاية أويو .
9. مكتبة نيجيريا الوطنية، طريق محمد بطريق المطار القديم ، PMB 171 ، مينا . ولاية النيجر .
10. مكتبة نيجيريا الوطنية، 12، طريق السلطان بيلو ، PMB 2251، سوكوتو. ولاية سوكوتو.
11. مكتبة نيجيريا الوطنية، طريق تافاوا باليوا طريق دوتسينما ، PMB 2145 ، كاتسينا . ولاية كاتسينا .
12. مكتبة نيجيريا الوطنية، Ohokobe Town Hall Umuahia . ولاية أبيا. الهاتف: +2348057891750
13. مكتبة نيجيريا الوطنية، طريق موديبو أدامو، بالقرب من مدرسة عليو مصطفى الابتدائية، PMB 2124، يولا. ولاية أداماوا . الهاتف: +234803686907
14. مكتبة نيجيريا الوطنية، طريق ياكوبو باوتشي، PMB 2082، (شارع كوبي) بوتشي . ولاية باوتشي . الهاتف: +2348072051286
15. مكتبة نيجيريا الوطنية، 31، طريق JS Tarka ، بجانب Fire Services Makurdi. ولاية بينو. هاتف: 2348053471015
16. المكتبة الوطنية النيجيرية، طريق كانو ، مقابل مقر الشرطة، PMB 1469 ، مايدوجوري . ولاية بورنو . الهاتف: +2348138618898
17. مكتبة نيجيريا الوطنية ، 2 ، شارع أوتوب أباسي ، PMB 1197 ، كالابار . ولاية كروس ريفرز . الهاتف: +234802649544
18. المكتبة الوطنية النيجيرية ، مبنى وزارة التعليم ، إيارو ، PMB 1551 ، مدينة بنين ، ولاية إيدو . الهاتف: +2348053616071
19. مكتبة نيجيريا الوطنية ، طريق دوكو ، مقابل ساحة السجن ، غومبي . ولاية جومبي . هاتف: 2348036110669
20. مكتبة نيجيريا الوطنية ، القطعة 5009 ، نيو أويري ، PMB 1556 ، أويري . ولاية إيمو . الهاتف: +2348037190940
21. مكتبة نيجيريا الوطنية ، طريق Adamu Abubakar Maje ، رافين ساني ، Dutse . ولاية جيغاوا . الهاتف: +2348020552251، +2347062002010
22. المكتبة الوطنية النيجيرية ، مقر مكتب جريدة هيرالد ، طريق أوفا ، PMB 1447. إيلورين . ولاية كوارا . الهاتف: +2348023385067، +2348039091614 [42]
23. مكتبة نيجيريا الوطنية، PMB 147، طريق شندام، لافيا . ولاية نصاراوا. الهاتف: +2348075122603 ، +2348187471882
24. مكتبة نيجيريا الوطنية، 83 ، طريق إيجيمو أغبادو ، PMB 2007 ، سابون أبيوكوتا ، ولاية أوجون . الهاتف: +2348023422296
25. مكتبة نيجيريا الوطنية، الكيلو 2، طريق إيكيرو الجديد، أومو ويست، أمانة نيويورك الجديدة، PMB 4393، أوسوغبو . ولاية أوسون . الهاتف: +2347061164108، +2348052975984
26. مكتبة نيجيريا الوطنية، GTTS Best Center ، PMB 1142 ، جالينجو . ولاية تارابا . الهاتف: +2348072100903
27. المكتبة الوطنية النيجيرية، خدمات المراجع والمستخدمين ، شارع موكوا ، متفرع من طريق مشود أبيولا ، المنطقة 2 ، جاركي . أبوجا هاتف: +2348028949129

## الرئيس التنفيذي للمكتبة الوطنية
تم تعيين البروفيسور تشينوي فيرونيكا أنونوبي في منصب الرئيس التنفيذي لمكتبة نيجيريا الوطنية في 8 سبتمبر 2021. شغلت منصب أمين مكتبة الجامعة الفيدرالية للتكنولوجيا ، أويري ، بولاية إيمو. وهي أيضًا عضو في مجلس إدارة جمعيات ومؤسسات المكتبات والمعلومات الإفريقية (AfLIA) حيث تمثل منطقة غرب إفريقيا بأكملها في مجلس إدارة المنظمة. وهي تشغل حاليًا فترة الولاية الثانية في مجلس الإدارة. تولت مهام البروفيسور. لينري أولاتوكونبو آينا التي كانت الرئيسة التنفيذية لمكتبة نيجيريا الوطنية من 2016 إلى 2021.